# عمر عبد الله
عمر عبد الله (بالهندية: उमर अब्दुल्ला)‏ (بالإنجليزية: Omar Abdullah)‏ هو سياسي هندي، ولد في 10 مارس 1970 في المملكة المتحدة. حزبياً، نشط في مؤتمر جامو وكشمير الوطني.

## مناصب
- انتخب رئيس وزراء جامو وكشمير (2009 – 2015).
- انتخب عضو الهيئة التشريعية في جامو وكشمير ‏ (2009 – 2014).
- انتخب عضو لوك سابها [الإنجليزية]‏ عن دائرة Srinagar Lok Sabha constituency [الإنجليزية]‏ (10 مارس 1998 – 26 أبريل 1999).
- انتخب وزير الشؤون الخارجية (23 يوليو 2001 – 23 ديسمبر 2002).